# Евгеній Янчовський
Евгеній Янчовський (болг. Евгени Янчовски, нар. 5 вересня 1939, Тирнава) — болгарський футболіст, що грав на позиції півзахисника, а згодом футбольний тренер. Заслужений майстер спорту Болгарії (1968).
Виступав, зокрема, за «Бероє», де з 341 матчами у чемпіонаті є рекордсменом клубу та одним з її легенд, а також національну збірну Болгарії, у складі якої був учасником чемпіонату світу 1966 року. Як тренер привів «Бероє» до чемпіонського титулу в сезоні 1985/86.

## Клубна кар'єра
Уродженець села Тирнава, Врачанська область, Янчовський почав грати за місцевий футбольний клуб «Любимец» в шкільні роки. Після цього він перебрався до «Ударника» (Софія), а під час проходження військової служби грав за команди «Балкан» (Ботевград) та «Левскі» (Карлово).
У 1960 році у віці 21 року став гравцем клубу «Бероє» з міста Стара Загора, де вже грав його брат Петко Янчовський. Евгеній пробув у клубі 14 років до кінця своєї футбольної кар'єри в 1974 році. Всього провів у групі А 341 гри (рекорд клубу), забивши 32 голи і став дворазовим володарем Балканського кубку в 1968 і 1969 роках, дворазовим фіналістом Національного кубка в 1967/68 і 1972/73 роках, а також бронзовим призером чемпіонату в сезоні 1971/72. За «Бероє» в європейських турнірах провів 10 матчів і забив 2 голи (4 матчі та 1 гол у Кубку володарів кубків та 6 ігор з 1 голом у Кубку УЄФА).

## Виступи за збірну
1 травня 1963 року дебютував в офіційних матчах у складі національної збірної Болгарії в товариській грі проти Чехословаччини (2:1).
У складі збірної був учасником чемпіонату світу 1966 року в Англії, але не зіграв у жодному матчі цього турніру. У 1968 році виступав на Олімпійських іграх у Мексиці та виграв там срібну медаль. Свій єдиний гол за Болгарію він забив 2 жовтня 1968 року, безпосередньо перед початком Олімпійських ігор, у контрольному матчі проти Гани, який болгари виграли 10:0.
Загалом протягом кар'єри у національній команді, яка тривала 6 років, провів у її формі 16 матчів, забивши 1 гол.

## Тренерська кар'єра
Янчовський закінчив Вищий інститут фізичного виховання та спорту імені Георгія Димитрова і в 1976 році розпочав тренерську кар'єру в школі «Бероє», де пропрацював 3 роки. У 1979 році він очолив клуб «Чирпан» і вивів його на 5 місце в південній групі «В» в сезоні 1981/82. Згодом його призначили головним тренером клубу вищого дивізіону «Слівен», який він в 1984 році вперше в історії клубу вивів до єврокубків. 
У сезоні 1984/85 очолював клуб другого дивізіону «Хасково», після чого влітку 1985 року Янчовського призначили головним тренером «Бероє» замість Петко Петкова. У сезоні 1985/86 Евгеній привів клуб до історичного першого титулу чемпіона Болгарії. Він залишався за кермом «Бероє» до лютого 1987 року, коли його було замінено рішенням партії після поразки «Славії» (Софія) з рахунком 0:5. Він очолюів команду в 46 матчах чемпіонату, з яких здобув 25 перемог та 8 нічиїх і зазнав 13 поразок, з різницею голів 78:65.
У сезоні 1987/88 Янчовський був головним тренером «Спартака» (Варна), після чого очолив друголіговий «Чорноморець» (Бургас), вивівши «акул» до вищого дивізіону та фіналу Кубка Болгарії, де програв ЦСКА з рахунком 0:3.
Влітку 1989 року Янчовський очолив кіпрський «Алкі» (Ларнака), а потім був головним тренером «Розової долини» з міста Казанлик

## Титули і досягнення
Гравець
- Срібний олімпійський призер: 1968

Тренер
- Чемпіон Болгарії: 1985/86